# Emile Haynie
Emile Haynie, souvent crédité sous le nom d'Emile, né le 13 juillet 1980 à Buffalo, dans l'État de New York, est un producteur de hip-hop américain. Il réside actuellement à Manhattan. Durant sa carrière, il collabore avec des artistes et groupes comme Bruno Mars, Eminem, Lana Del Rey, Kid Cudi, Ice Cube, Obie Trice, Snoop Dogg, Ian Brown, The Roots, M.O.P., Raekwon, Rhymefest, et Royce da 5'9".

## Biographie

### Jeunesse et succès
Haynie est originaire de Buffalo, dans l'État de New York. Il se lance initialement en tant que producteur utilisant le sampling et se popularise en faisant un album composé de beats pour le rappeur Proof, de Détroit. Il commence ensuite à produire avec des rappeurs comme Eminem, Raekwon, Cormega, et C-Rayz Walz. Il emménage dans la ville de New York et lance sa carrière de producteur de hip-hop au début des années 2000, pour des rappeurs et groupes comme Obie Trice, Ghostface Killah, The Roots, Cormega, M.O.P., Rhymefest, et AZ. Il se popularise significativement et commence à travailler avec notamment Ice Cube, Slaughterhouse, Eminem, Kanye West et Kid Cudi, à la seconde moitié des années 2000. Haynie remixe la chanson Maria (You Were the Only One) de Michael Jackson, publiée en 1972, pour son album Michael Jackson: The Remix Suite publié en 2009.
En 2009, Haynie, aux côtés du producteur Patrick « Plain Pat » Reynolds et de l'artiste Kid Cudi, lancent leur propre label discographique, Dream On, en partenariat avec GOOD Music de Kanye West et Universal Motown. Cudi annonce cependant, en février 2011, la dissolution du label. Cudi explique au magazine Complex être parti en bons termes : « Je voulais essayer quelque chose de nouveau, et je voulais prendre moi-même le contrôle [...] Il n'y a aucune rancœur ». Le label publie les albums de Kid Cudi, Man on the Moon: The End of Day (2009) et Man on the Moon II: The Legend of Mr. Rager (2010).
Haynie est nommé d'un Grammy Award en 2010 dans la catégorie « album de l'année » et remporte la catégorie « meilleur album rap » pour l'album Recovery d'Eminem. Il coproduit le single Runaway de Kanye West, et se met à la musique pop, travaillant aux côtés de Lana Del Rey, Bruno Mars et Fun. Haynie produit l'album Born to Die de Lana Del Rey, qui atteint la deuxième place du Billboard 200, et la première place des classements au Royaume-Uni, en Allemagne, en Irlande, en Suisse et en Autriche. Avec Jeff Bhasker, Haynie produit aussi le deusxième album du groupe Fun, Some Nights publié en 2012. Haynie coécrit aussi le single Compass de Lady Antebellum.

### We Fall
Le 19 janvier 2015, Haynie annonce la sortie de son premier album studio, intitulé We Fall, en featuring avec Andrew Wyatt, Brian Wilson, Rufus Wainwright, Lana Del Rey, Charlotte Gainsbourg, Sampha, Devonte Hynes, Nate Ruess, Colin Blunstone, Lykke Li, Romy Madley Croft, Randy Newman, Father John Misty et Julia Holter. L'album, enregistré en six mois au Chateau Marmont de Los Angeles, est mis en pré-vente le jour suivant et annoncé le 23 février 2015 au label Interscope Records,.

## Discographie

### Album studio
- 2015 : We Fall[11]